# Parachilia rugosiceps
Parachilia rugosiceps är en skalbaggsart som beskrevs av Thierry Bourgoin 1919. Parachilia rugosiceps ingår i släktet Parachilia och familjen Cetoniidae. Inga underarter finns listade i Catalogue of Life.